# Dipsacus narcisseanus
Dipsacus narcisseanus là một loài thực vật có hoa trong họ Kim ngân. Loài này được Lawalrée mô tả khoa học đầu tiên năm 1975.